# 四则运算
四则运算，即加减乘除，是數學最基本的算術运算。如果加減乘除放在同一個算式列中的話，其計算的順序是「先乘除，後加減」，括號内先算。四則運算的起源很早，幾乎在數學產生時就有了。

## 四則運算規則
1. 依中序遍歷由左而右計算。例： 
  - {\displaystyle 30+6+11=36+11=47}
  - {\displaystyle 30\div 5\times 2=6\times 2=12}
2. 先算× ÷，後算 + −（先乘除后加减）。例：
  - {\displaystyle 5-5\div 5=5-1=4}
  - {\displaystyle 6\times 6+25\div 5=36+5=41}
3. 有括号的，先算括號内的，再算括號外的；有多重括号的，先算小括號{\displaystyle (\ )}，再算中括號{\displaystyle [\ ]}，最後算大括號{\displaystyle \{\ \}}。如：
  - {\displaystyle (5-5)\div 5=0\div 5=0}
  - {\displaystyle {\begin{array}{llllll}&5&\times &\{&9&+&2&\times &[&3&\times &(1+2)&]&\}\\=&5&\times &\{&9&+&2&\times &[&3&\times &3&]&\}\\=&5&\times &\{&9&+&2&\times &9&\}\\=&5&\times &\{&9&+&18&\}\\=&5&\times &27\\=&135\end{array}}}